# Valga (Galiza)
Valga é um município (concello em galego) da província de Pontevedra, Galiza, no noroeste de Espanha. Pertence à comarca de Caldas, tem 40,6 km² de área e em 2021 a população do município era de 5 768 habitantes (densidade: 142,1 hab./km²).

## Geografia
Valga situa-se na margem esquerda do rio Ulla, menos de 5 km a sul de Padrón, 28 km a sudoeste de Santiago de Compostela, 12 km a norte de Caldas de Reis e 35 km a norte de Pontevedra (distâncias por estrada). O município é atravessado pelo Caminho Português de Santiago, pela linha de caminho de ferro Corunha-Vigo, pela Autoestrada do Atlântico (AP-9) e pela estrada N-550 (estas últimas constituem os principais eixos rodoviários da Galiza).
| Concelhos limítrofes de Valga |  |                   |
| Dodro, Pontecesures, Padrón   |  |                   |
| Rianxo, Dodro                 |  | Cuntis, A Estrada |
| Catoira, Caldas de Reis       |  |                   |

O município está dividido em cinco paróquias civis: Campaña (Santa Cristina), Cordeiro (Santa Columba), Setecoros (San Salvador), Valga (San Miguel) y Xanza (Santa María).
A parte norte ocupa o amplo vale do Ulla, pelo qual também passam também os rios Louro, afluente do Minho e Valga, afluente do Ulla. A sul há duas serras: a do monte Xiabre e a do Monte Xesteiras. Os pontos mais altas dessas serras no município são o Monte Fontebecha (372 m), na serra de Xiabre, e o Monte Lomba(352 m), Monte da Salgueira (365 m) e monte do Gorgullón (221 m), na serra de Xesteiras.
As temperaturas são amenas, com uma média anual de 13 °C. A precipitação é elevada, com uma média anual de 1 700 mm.

### Demografia
| 1991  | 1996  | 2001  | 2004  | 2009  | 2021  |
| 6 269 | 6 442 | 6 196 | 6 160 | 6 120 | 5 768 |
|       | 2,8%  | 3,8%  | 0,6%  | 0,6%  | 5,8%  |

## História
Durante a Idade Média o território de Valga foi um senhorio do arcebispo de Santiago de Compostela e dividia-se entre Cordeiro e Padrón. Durante a Guerra da Independência Espanhola foi travada uma batalha em Casal do Eirixo a 27 de abril de 1809, na qual os voluntários locais, comandados por Pablo Morillo e pelo padre Concha fizeram recuar as tropas francesas do marechal Ney e do general Popon de Maucune até Cesures. Diz-se que na ocasião foi construída a ermida de Nossa Senhora da Saúde.
O concelho foi criado durante a divisão municipal de 1821, chamando-se Cordeiro até 1836. Em 1925, foi segregada a paróquia de San Xulián de Requeixo, que deu lugar ao atual concelho de Pontecesures.

## Património
O petróglifo dos Penoucos de Campo Redondo, na paróquia de Valga, data da Idade do Bronze, e está classificado como Bem de Interesse Cultural. Há vários castros no município: Castro e Roda do Castro em Setecoros, e O Castro em Cordeiro.
A capela dos Martores data do século V, tendo sido ampliada no século XVII. A igrejas de Santa María de Xanza e de Santa Cristina de Campaña são românicas. A igreja velha de Santa Comba de Louro foi demolida no século XVIII.
Devido à orografia local, há muitos miradouros, como os de Chan do Monte em Setecoros, o de Campo Redondo e o do Monte Xesteiras.
A Festa da Enguia (anguía em galego) e a Mostra da Caña do País realizam-se a 31 de agosto.